# Гиканда, Розали
Розали Гиканда (1928, Рвамагана — 20 апреля 1994, Бутаре) — бывшая королева Руанды, вдова короля Мутары III Рудахигвы. 

## Биография
В 1953 году американский писатель Джон Гюнтер посетил Руанду в рамках подготовки своей книги «Внутри Африки». После интервью с Мутарой III Гюнтер встретился с королевой Розали Гикандой. Он описал её как застенчивую, хорошо говорящую по-французски, но мало путешествовавшую. После смерти короля Мутары III в 1959 году, руандийская монархия просуществовала ещё всего два года под руководством короля Кигели V, а затем подошла к концу с руандийской революцией в 1961 году.
Была убита 20 апреля 1994 года во время геноцида в Руанде; она была похищена вместе с родственниками отрядом солдат под командованием лейтенанта Пьера Бизиманы, после чего их увезли за Национальный музей (ныне Этнографический музей), где они были расстреляны по приказу Идельфонса Низейиманы. По просьбе священника мэр Бутаре Каньябаши разыскал и обнаружил тело королевы Гиканды, похоронив его во дворе рядом с её домом.